# Montví de Baix
Montví de Baix és una masia situada en el terme municipal de Moià, a la comarca catalana del Moianès. Es troba a prop i al nord de la vila, a ponent de la carretera C-59. És al nord de la masia de Montví de Dalt i al nord-est de la de Caselles. Forma part de l'Inventari del Patrimoni Arquitectònic de Catalunya.

## Descripció
És una masia rural amb coberta de teula a dues aigües. La façana principal és encarada a migdia i s'hi observa un parament de pedra i fang. Tot l'edifici ha estat reacondicionat per albergar les instal·lacions d'un restaurant, entorn del qual ha nascut la urbanització del mateix nom.

## Història

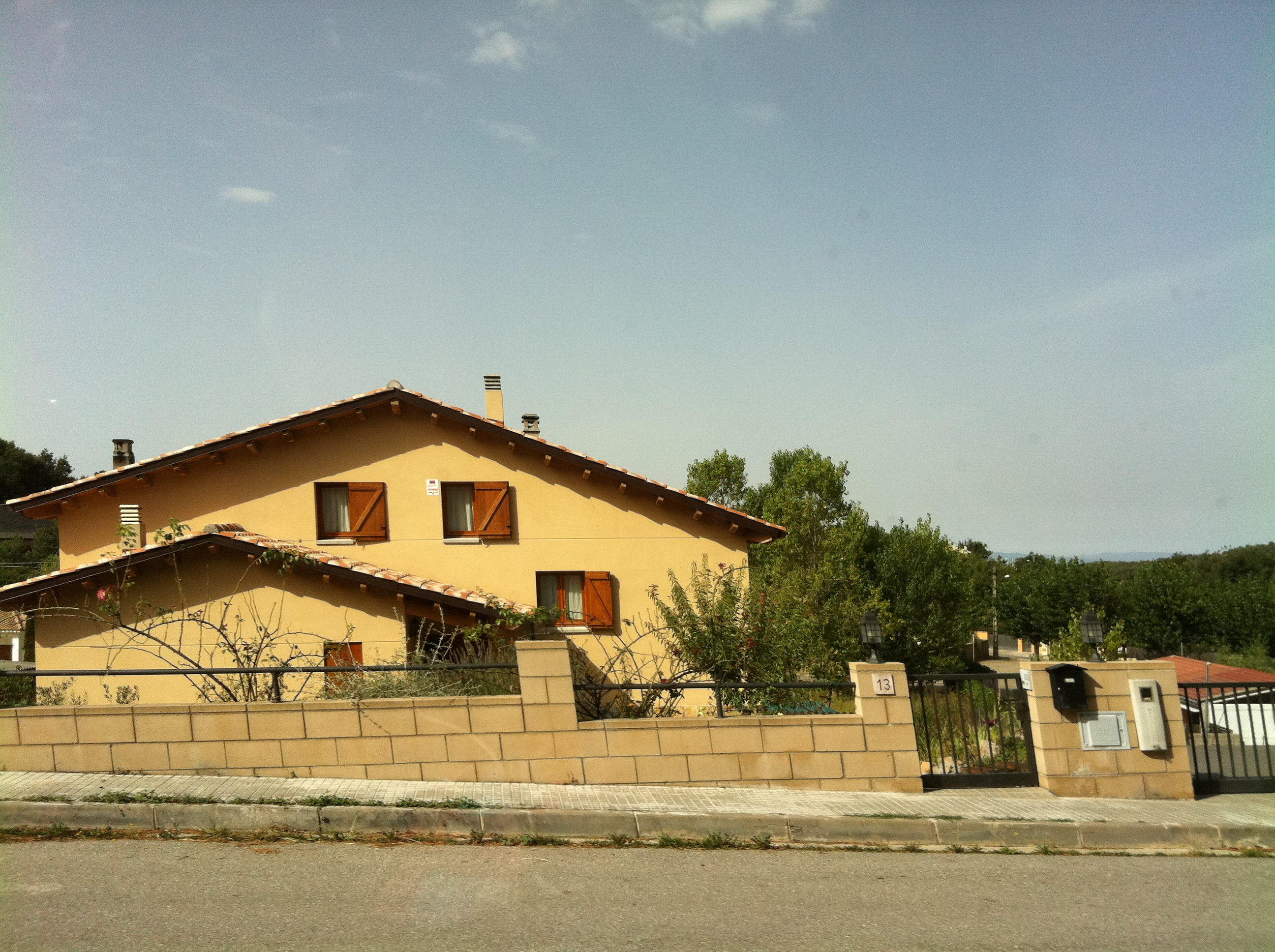
Una casa de la urbanització que envolta Montví de Baix

Per un document de l'any 1319 sabem que en aquella llunyana data ja existia aquesta notable casa de pagès. Els que la posseïen aleshores eren Jaume del Vall i la seva esposa Elisandis, tenien un fill anomenat Pere. En el document es diu que venien a Amat de Torrent-mal de Moià, unes feixes de llur propietat, vora la Talaia, en el terme de la capellania de Sant Andreu de Clarà (de "Modilianum. Any IV. Febr. 63 pàg 213). L'edifici actual del segle xviii, s'ha convertit en un restaurant, com a pol d'atracció de la urbanització nascuda al seu entorn.